# Piotrkowice
Piotrkowice (deutsch Groß Peterwitz) ist ein Dorf der Gemeinde Prusice (Prausnitz)  im  Powiat Trzebnicki (Kreis Trebnitz) in der Woiwodschaft Niederschlesien in Polen.

## Geographische Lage
Das Dorf liegt in Niederschlesien, nördlich des westlichen Randes des Katzengebirges, zehn Kilometer westnordwestlich von Prusice (Prausnitz).

## Geschichte

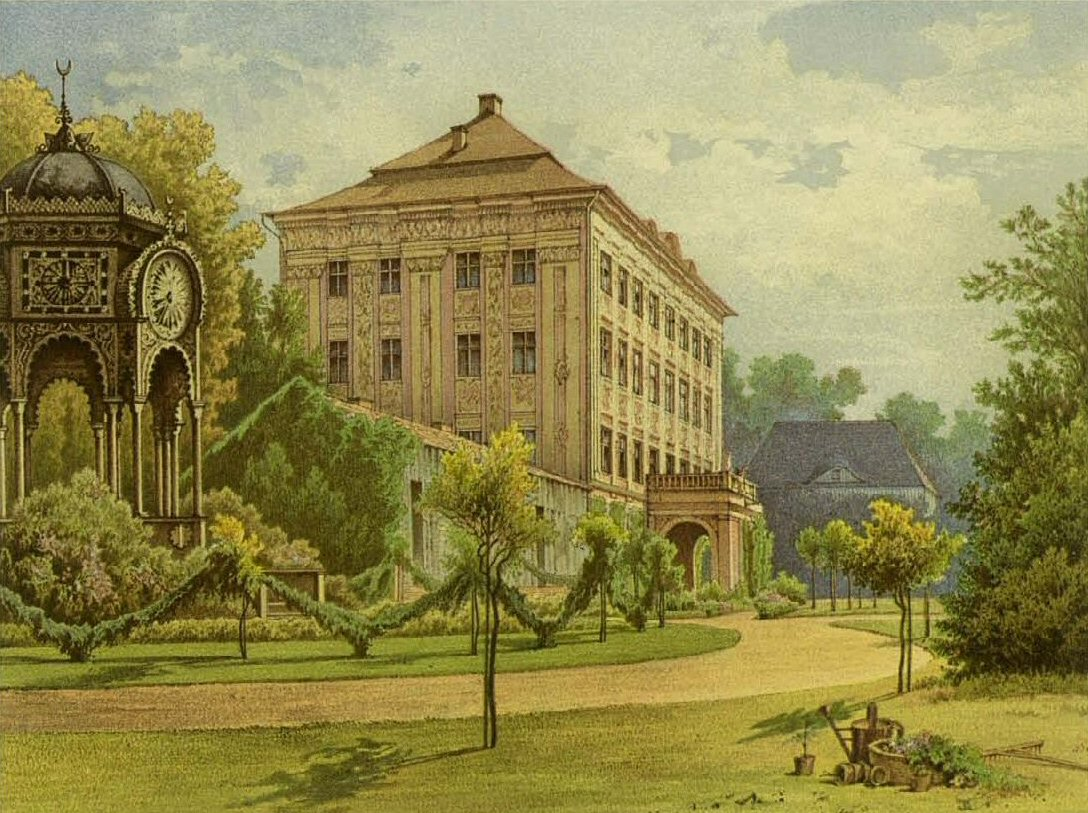
Schloss Groß Peterwitz (1880) nach einer Vorlage von Theodor Blätterbauer

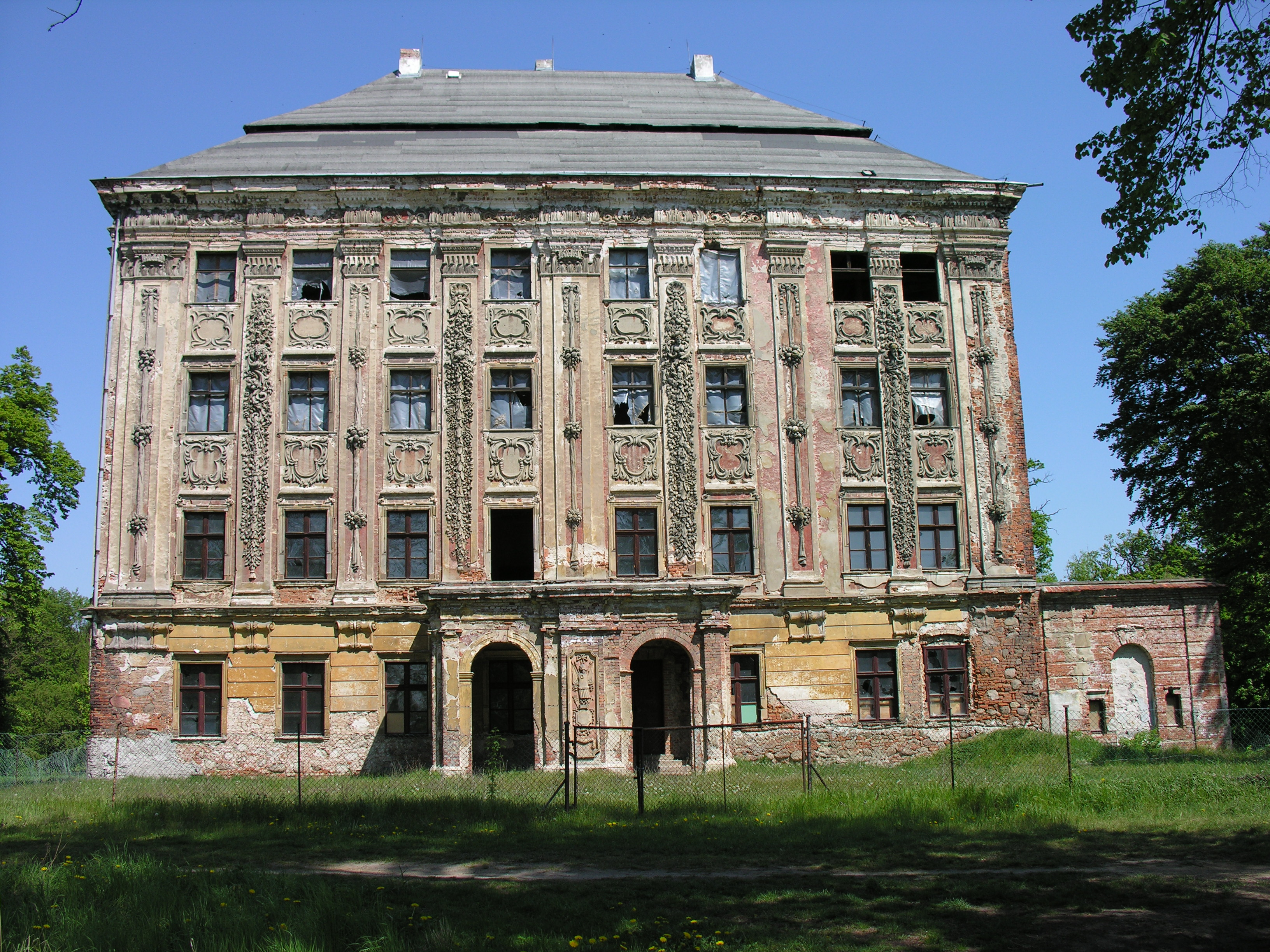
Schloss Groß Peterwitz (2009)

### Frühe Neuzeit und 19. Jahrhundert
Die Herrschaft Gross-Peterwitz wurde 1447 urkundlich erwähnt. Durch weitere Erwerbungen des Grundherrn Sebastian von Nostitz wurden 1574 die Güter vereinigt. 1616 wurden sie an Leonhard Skopp von Heinzendorf verkauft, dessen Witwe sie an ihren zweiten Mann, Hans von Studnitz, vererbte, von dem sie wiederum seine Tochter Anna Maria aus erster Ehe erbte. Anna Maria von Studnitz starb kinderlos und hinterließ Gross-Peterwitz 1722 ihrem zweiten Ehemann Joachim Wilhelm von Maltzan und dieser nach seinem Tode 1728 seiner nächsten Frau, der Gräfin Anna Sophie Christiane v. Erpach. Ihr dritter Ehemann, der Graf Friedrich Kospoth, erhielt die Güter 1759 und vererbte sie 1782 seiner zweiten Frau, einer Gräfin Reichenbach, von der sie schließlich 1787 der Minister Adolph Graf v. Danckelman kaufte. Dieser vererbte Gross-Peterwitz bis 1848 an seine Söhne, Enkel und Urenkel weiter. Sein Urenkel, Eberhard Graf v. Danckelman, sorgte für den inneren Ausbau, wie Stuckdecken und prachtvolle Gewölbe.

### 20. Jahrhundert
Im Jahr 1945 gehörte Groß Peterwitz zum Landkreis Trebnitz im Regierungsbezirk Breslau der preußischen Provinz Niederschlesien des Deutschen Reichs.
Gegen Ende des Zweiten Weltkriegs wurde Groß Peterwitz im Januar 1945 von der Roten Armee besetzt. Nach Kriegsende wurde das Dorf im Sommer 1945 zusammen mit fast ganz Schlesien von der sowjetischen Besatzungsmacht unter polnische Verwaltung gestellt, die für Groß Peterwitz den Ortsnamen Piotrkowice einführte. Soweit die deutschen Einwohner nicht geflohen waren, wurden sie in der Folgezeit größtenteils von der örtlichen polnischen Verwaltungsbehörde aus Groß Peterwitz vertrieben.

### Bevölkerungsentwicklung
| Jahr | Einwohner | Anmerkungen |
| ---- | --------- | ----------- |
| 1933 | 521       | [ 5 ]       |
| 1939 | 507       | [ 5 ]       |

## Sehenswürdigkeiten
- Das Schloss entstand in der heutigen Form 1693 durch den Umbau des ursprünglichen Renaissance-Schlosses. Die Pilaster sind ein Werk des Stuckateurs Giovanni Simonetti. Es wird seit dem Zweiten Weltkrieg nicht mehr genutzt.

## Töchter und Söhne von Piotrkowice
- Edith Rzodeczko (1927–1984), deutsche Malerin
- Ursula Rzodeczko (1929–2017), deutsche Malerin und Hochschullehrerin